# Перрі Мейсон (телесеріал, 2020)
«Перрі Мейсон» (англ. Perry Mason) — американський драматичний детективний телесеріал, створений Роліном Джонсом і Роном Фіцджеральдом для HBO. Оснований на однойменному персонажі Ерла Стенлі Гарднера. Головну роль у серіалі зіграв Меттью Ріс. Прем’єра відбулася 21 червня 2020 року.
У липні 2020 року HBO продовжив серіал на другий сезон. У квітні 2021 року було оголошено, що Джонс і Фіцджеральд залишили серіал і їх замінили Джеком Аміелем і Майклом Беглером. Прем'єра другого сезону відбулася 6 березня 2023 року. Обидва сезони отримали позитивні відгуки від критиків, які високо оцінили операторську роботу, постановку та гру акторів, зокрема Ріса. У червні 2023 року серіал було скасовано після двох сезонів.

## Сюжет
Дія серіалу відбувається у Лос-Анджелесі на початку 1930-х років, а сюжетно він є вільним приквелом до оригінальної серії романів Ерла Стенлі Гарднера. Перша серія належить до кінця 1931; у розпалі Велика депресія, через півроку у місті починається Літня Олімпіада-1932. Головний герой —  приватний детектив, що страждає від посттравматичного стресу через пережиті на війні жахи. Якось він виявляється залучений до розслідування викрадення та вбивства півторарічного хлопчика, в якому звинувачується його ж мати. Ця історія стає початком шляху Перрі Мейсона до життя адвоката, який став знаменитим.

## У ролях
- Метью Ріс — Перрі Мейсон, помічник адвоката, детектив, згодом — сам відомий адвокат
- Джон Літгоу — Ей Бі / Еліас Берчард Джонатан, адвокат, работодавець Мейсона
- Джульєт Райленс — Делла Стріт, помічниця Джонатана
- Кріс Чок — Пол Дрейк, поліцейський
- Шей Віґем — Піт Стрікленд, діловий партнер Мейсона
- Тетяна Маслані — сестра Еліс Маккіган, проповідниця
- Роберт Патрік — Герман Баггерлі
- Аарон Стенфорд — Джордж Ганнон
- Стівен Рут — Мейнард Бернс, окружний прокурор Лос-Анджелеса
- Ґретчен Мол — Лінда Мейсон, колишня дружина Перрі